# 宮さん宮さん

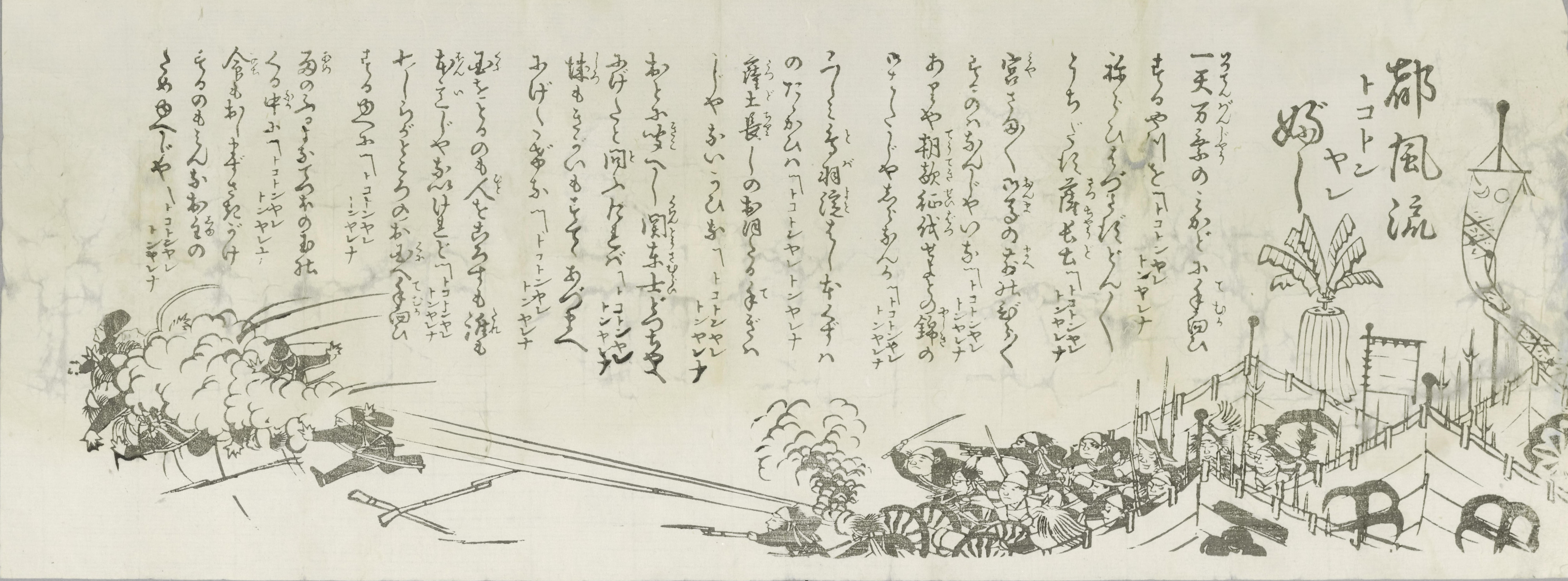
都風流トコトンヤレぶし（明治元年頃）

『宮さん宮さん』（みやさんみやさん）は、1868年（慶応4年/明治元年）頃に作られた軍歌・行進曲である。トコトンヤレ節、もしくはトンヤレ節ともいう。作詞は品川弥二郎、作曲は大村益次郎とされているが確証はない。日本最初の軍歌であるとされる。

## 概要

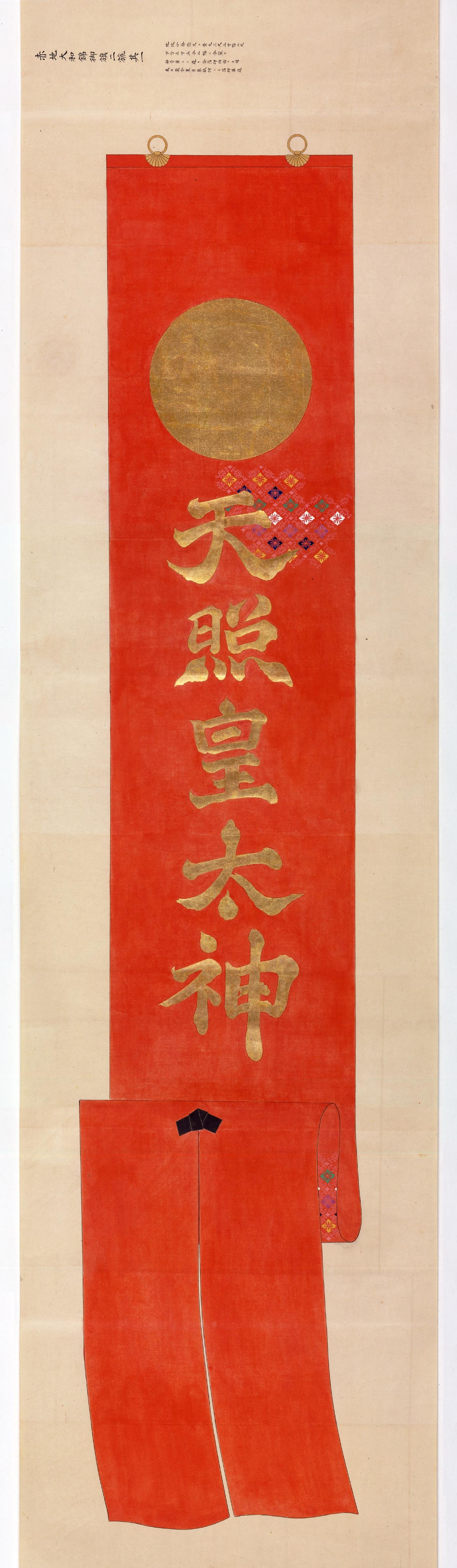
錦の御旗を詳細に描いた絵図

歌詞は、戊辰戦争での新政府軍（官軍）の気勢を描いている。歌詞の「宮さん」は、戊辰戦争時に新政府の総裁で東征大総督でもあった有栖川宮熾仁親王を指す。
慶応4年1月（1868年1月）、薩摩藩（島津氏）・長州藩（毛利氏）・土佐藩（山内氏）の三藩（頭文字から薩長土）を中心とした諸藩から編制された新政府軍は、鳥羽・伏見の戦いで旧幕府軍と戦い勝利した。翌月には、新政府総裁の有栖川宮熾仁親王が東征大総督を兼務して、明治天皇から錦の御旗と節刀を授けられ、東海道の進軍を始めた。

## 歌詞
俗謡調の覚えやすい歌詞と明るい曲調により、新政府軍の兵のみならず広く人々に愛唱され、後には『小学唱歌』などの唱歌集や、尺八、銀笛（フラジオレット）などの楽譜にも収録された。
『宮さん宮さん』はギルバート・アンド・サリヴァンのオペレッタ『ミカド』にも使われている。ジャコモ・プッチーニの歌劇『蝶々夫人』ではヤマドリ公のライトモティーフのように使われている。